# Gianni Minà
Gianni Minà (Turín; 17 de mayo de 1938-Roma; 27 de marzo de 2023) fue un periodista, escritor y conductor de televisión italiano.
Colaboró con periódicos diarios y semanales, italianos y extranjeros, realizó centenares de reportajes para la RAI, ideó y presentó programas de televisión y filmó documentales de éxito sobre el Che Guevara, Muhammad Ali, Fidel Castro, Rigoberta Menchú, el subcomandante Marcos y Diego Maradona.
Minà fue editor y director de la revista literaria Latinoamérica e tutti i sud del mondo (Latinoamérica y todo el sur del mundo), así como director de la serie de Sperling & Kupfer Continente desaparecido, dedicada a realidades y autores latinoamericanos. Publicó numerosos libros sobre América Latina.
En 2003 fue elegido en la junta de la SIAE (Sociedad Italiana de Autores y Editores) y ha formado parte del comité que idea y realiza Vivaverdi, la revista de los autores italianos.

## Biografía
Nacido en Turín, inició la carrera periodística en 1959 en Tuttosport, revista deportiva de la que fue director de 1996 a 1998. En 1960 entró en la RAI como colaborador de los servicios deportivos durante los Juegos Olímpicos de Roma. 
En 1965, después de haber iniciado en el programa de televisión deportivo Sprint dirigido por Maurizio Barendson, realizó reportajes y documentales para programas como Tv7, AZ, los Servicios especiales del TG, Dribbling, Odeon, Gulliver.
Siguió paso a paso ocho campeonatos mundiales de fútbol y siete juegos olímpicos además de decenas de campeonatos mundiales de boxeo, entre los cuales en aquella época, los de Muhammad Ali. Realizó una Historia del Jazz en cuatro episodios, programas sobre la música popular centro y sudamericana y una historia sociológica y técnica del boxeo en 14 episodios titulada Facce piene di pugni (Caras llenas de puños).
Fue uno de los fundadores de L'altra domenica (El otro domingo) con Maurizio Barendson y Renzo Arbore. En 1976, después de 17 años de precariedad, fue asumido en el Tg2 dirigido por Andrea Barbato y empezó a relatar el gran boxeo y la América del show-business, pero también los conflictos sociales de las minorías. En aquellos años iniciaron además los reportajes sobre América Latina que han caracterizado su carrera.
En 1981 el presidente Sandro Pertini le entregó el Premio Saint Vincent como mejor periodista de televisión del año. En ese mismo período, después de haber colaborado en dos ciclos de Mixer de Giovanni Minoli, inició su trabajo como autor y conductor de Blitz, un programa innovador de la Rai 2 que ocupaba todo el domingo por la tarde y en el que intervinieron personajes como Federico Fellini, Eduardo De Filippo, Sergio Leone, Muhammad Ali, Robert De Niro, Jane Fonda, Betty Faria, Gabriel García Márquez, Enzo Ferrari, Léo Ferré.
En 1987 entrevistó por primera vez durante 16 horas al Presidente cubano Fidel Castro. De esta entrevista nació un documental que ha llegado a ser histórico y en el que se ha inspirado un libro publicado en todo el mundo. Ese mismo encuentro fue la base de Fidel racconta il Che (Fidel cuenta del Che), un reportaje en el que el líder cubano por primera y única vez cuenta la epopeya de Ernesto Guevara. En 1990, después de la caída del comunismo, repitió la entrevista. Los dos encuentros se han reunido más tarde en el libro Fidel. El prólogo de la primera entrevista a Fidel Castro es de Gabriel García Márquez, el de la segunda, del escritor brasileño Jorge Amado.
En 1991 realizó el programa Alta Classe, una serie de perfiles de grandes artistas como Ray Charles, Pino Daniele, Massimo Troisi, Chico Buarque de Hollanda y otros más; presentó La Domenica Sportiva (El domingo deportivo), ideó el programa de profundización Zona Cesarini. Entre los otros programas realizados: Un mondo nel pallone (Un mundo en el balón). Entre los documentales de mayor éxito se cuentan algunos de carácter deportivo sobre Nereo Rocco, Diego Maradona y Michel Platini, Ronaldo, Carlos Monzón, Edwin Moses, Pietro Mennea y Cassius Clay-Muhammad Ali, que  Minà siguió en toda su carrera y al que ha dedicado un largometraje titulado Cassius Clay, una storia americana (Cassius Clay, una historia americana).
En 1992 inició un ciclo de obras sobre el continente latinoamericano:
- Storia di Rigoberta (Historia de Rigoberta) sobre la ganadora del Premio Nobel de la Paz Rigoberta Menchú (premiado en Viena durante la reunión cumbre por los derechos humanos organizado por la  ONU),
- Immagini dal Chiapas (Imágenes de Chiapas) (Marcos y la insurrección zapatista) presentado en el Festival de Venecia de 1996,
- Marcos: aquí estamos (un reportaje en dos episodios sobre la marcha de los indígenas Maya de Chiapas a la Ciudad de México con una entrevista exclusiva al Subcomandante realizada junto con el escritor Manuel Vázquez Montalbán)
- Il Che quarant'anni dopo (El Che cuarenta años después) inspirado en la historia humana y política de Ernesto Che Guevara.

En 2001 Minà realizó Maradona: non sarò mai un uomo comune (Maradona: jamás seré un hombre común), un reportaje-confesión de 70 minutos de Diego Maradona al final del año más atormentado de la vida del exfutbolista.
En 2004 realizó un proyecto que había perseguido durante 11 años y basado sobre los diarios juveniles de Ernesto Guevara y de su amigo Alberto Granado cuando, en 1952, atravesaron América Latina en motocicleta, saliendo de Argentina y prosiguiendo por el sur de Chile, el desierto de Atacama, las minas de Chuquicamata, la Amazonia Peruana, Colombia y Venezuela. Después de haber colaborado en la realización de la película inspirada en esa aventura y titulado I diari della motocicletta (Diarios de motocicleta) dirigido por Walter Salles y producido por Robert Redford y Michael Nozik, realizó el largometraje In viaggio con Che Guevara (De viaje con el Che Guevara), recorriendo con el octogenario Alberto Granado aquella legendaria aventura. La obra invitada al Sundance Festival, a la Berlinale y a los Festivales de Annecy, Morelia (México), Valladolid y Belgrado, fue la ganadora del Festival de Montreal y, en Italia, del Nastro d'Argento (Cinta de plata), el premio de la crítica.
Colaborador durante años de los periódicos la Repubblica, l'Unità, Corriere della Sera e il Manifesto, realizó de 1996 a 1998 el programa de televisión Storie (en el que intervinieron entre otros el Dalái lama, Luis Sepúlveda, Martin Scorsese, Naomi Campbell, John John Kennedy, Pietro Ingrao), origen de dos libros.
Su ensayo "Continente desaparecido", realizado con las entrevistas a Gabriel García Márquez, Jorge Amado, Eduardo Galeano, Rigoberta Menchú, Mons. Samuel Ruiz, Frei Betto y Pombo y Urbano, compañeros que sobrevivieron al Che Guevara en Bolivia, ha dado el título a una serie de ensayos sobre América Latina editada por Sperling & Kupfer.
En 2003 Minà escribió Un mondo migliore è possibile (Un mundo mejor es posible), un ensayo sobre las ideas del Foro social mundial de Porto Alegre, traducido en español, portugués y francés. En 2005 se publicó Il continente desaparecido è ricomparso (El continente desaparecido ha reaparecido), en el que el nuevo viento político está interpretado por Eduardo Galeano, Fernando Solanas, Hugo Chávez, presidente de Venezuela, Gilberto Gil, cantautor y ministro de Cultura de Brasil y por los escritores Arundati Roy, Tarik Ali, Luis Sepúlveda, Paco Taibo II y por los teólogos Leonardo Boff y Francois Houtart.
Su última obra editorial, publicada siempre por Sperling & Kupfer, se titula Politicamente scorretto, un giornalista fuori dal coro (Políticamente incorrecto, un periodista fuera del coro), es la colección de sus artículos (publicados en la Repubblica, l’Unità, il Manifesto, Latinoamerica e tutti i sud del mondo) y constituyen un auténtico ejercicio de contra información sobre los acontecimientos más variados y controvertidos de nuestro tiempo. Actualmente el periodista edita y dirige la revista literaria Latinoamerica e tutti i sud del mondo (www.giannimina-latinoamerica.it) un trimestral de geopolítica en el que escriben los intelectuales más prestigiosos del continente americano. 
En 2007 Minà con la GME Produzioni S.r.l., Rai Trade y la Gazzetta dello Sport, ha editado Maradona, non sarò mai un uomo comune (Maradona: jamás seré un hombre común), la historia del legendario futbolista argentino en 10 DVD. La obra, con 1.200.000 copias vendidas, se ha revelado récord de ventas de los últimos 10 años. En 2008 realizó en la Rai 3 Le stagioni di Blitz (Las estaciones de Blitz), un programa en 10 episodios, revisitación del famoso programa de Minà Blitz de la temporada de televisión 1983-85.
En 2011 Gianni Minà ha rodado Cuba en la época de Obama, un largo viaje inédito a través de la isla de la Revolución, desde La Habana, a Guantánamo y hasta Santiago, en la época cuando se espera un cambio de política de los Estados Unidos y de la misma Revolución, tras cincuenta años de incomprensiones. Pero la obra es también un intento de narrar Cuba trámite las voces, las esperanzas, las frustraciones y los sueños de los más jóvenes. El documental ha sido presentado al Venice Days, en el Festival de Venecia.

## Reconocimientos
- En 1981 el presidente Pertini le entregó el Premio Saint Vincent como mejor periodista de televisión del año.
- En 2004 ganó, por su documental In viaggio con il Che (De viaje con el Che), el primer premio en el sector de documentales del Festival de Montreal y el Nastro d'Argento (Cinta de plata) en Italia.
- En 2004 le asignaron el Premio Flaiano y el Premio Vittorini al periodismo de televisión.
- En 2007 ganó, por la colección de documentales Cuban Memories (Memorias cubanas) el premio Berlinale Kamera a la carrera en el Festival de Berlín y el premio a la carrera en el festival de Sevilla.
- En 2007 recibió el Premio Kamera a la carrera de la Berlinale, el premio mundial más prestigioso dedicado a autores de documentales.[3]
- En 2010 en el Giffoni Film Festival, Giovanna Mezzogiorno le asignó el Premio Especial Vittorio Mezzogiorno.

## Obras
- Il racconto di Fidel, Milán, Mondadori, 1987. ISBN 88-04-30887-7
- Fidel. Presente e futuro di una ideologia in crisi analizzati da un leader storico, Milán, Sperling & Kupfer, 1991. ISBN 88-200-1154-9
- Un continente desaparecido, Milán, Sperling & Kupfer, 1995. ISBN 88-200-1783-0
- Fidel, Milano, Sperling & Kupfer, 1996. ISBN 88-200-2267-2
- Marcos e l’insurrezione zapatista, con Jaime Avilés, Milán, Sperling & Kupfer, 1997. ISBN 88-200-2504-3
- Storie,  Milán, Sperling & Kupfer-Roma, RAI-ERI, 1997. ISBN 88-200-2380-6
- Il papa e Fidel, Milán, Sperling & Kupfer, 1998. ISBN 88-200-2696-1
- Storie e miti dei Mondiali, con Darwin Pastorin, Módena, Panini, 1998. ISBN 88-7686-951-4
- Testimoni del tempo, Milán, Sperling & Kupfer-Roma, RAI-ERI, 1999. ISBN 88-200-2709-7
- Un mondo migliore è possibile, Milán, Sperling & Kupfer, 2002. ISBN 88-200-3391-7
- Il continente desaparecido è ricomparso, Milán, Sperling & Kupfer, 2005. ISBN 88-200-3554-5
- Politicamente scorretto. Riflessioni di un giornalista fuori dal coro, Milán, Sperling & Kupfer, 2007. ISBN 978-88-2004-203-5

## Obras traducidas al español
- Habla Fidel, Madrid, Mondadori, 1988; Un encuentro con Fidel, La Habana, Oficina de Publicaciones del Consejo de Estado, 1988
- Fidel. Presente y futuro de una ideología en crisis, México, Edivisión, 1991
- Un continente desaparecido, México, Diana, 1996; Madrid, Península, 1996; La Habana, Casa Editora Abril, 2001
- Marcos y la insurrección zapatista : la revolución virtual de un pueblo oprimido, México, Grijalbo, 1998 (con: Jaime Avilés)
- El papa y Fidel. ¿Qué futuro le espera a América Latina?, México, Grijalbo, 1999
- Historias de América latina, Buenos Aires, Sudamericana, 2001
- Un mundo mejor es posible : desde el Foro de Porto Alegre, ideas para construir otro futuro, Buenos Aires, Le Monde diplomatique, 2002